# Makovište
Makovište je přírodní rezervace v katastrálním území obce Kamenec pod Vtáčnikom v okrese Prievidza v Trenčínském kraji na Slovensku. Území bylo vyhlášeno v roce 1973 a jeho rozloha je 24,11 hektaru. Předmětem ochrany jsou geomorfologické hodnoty pohoří Vtáčnik.